# Paul Blokhuis

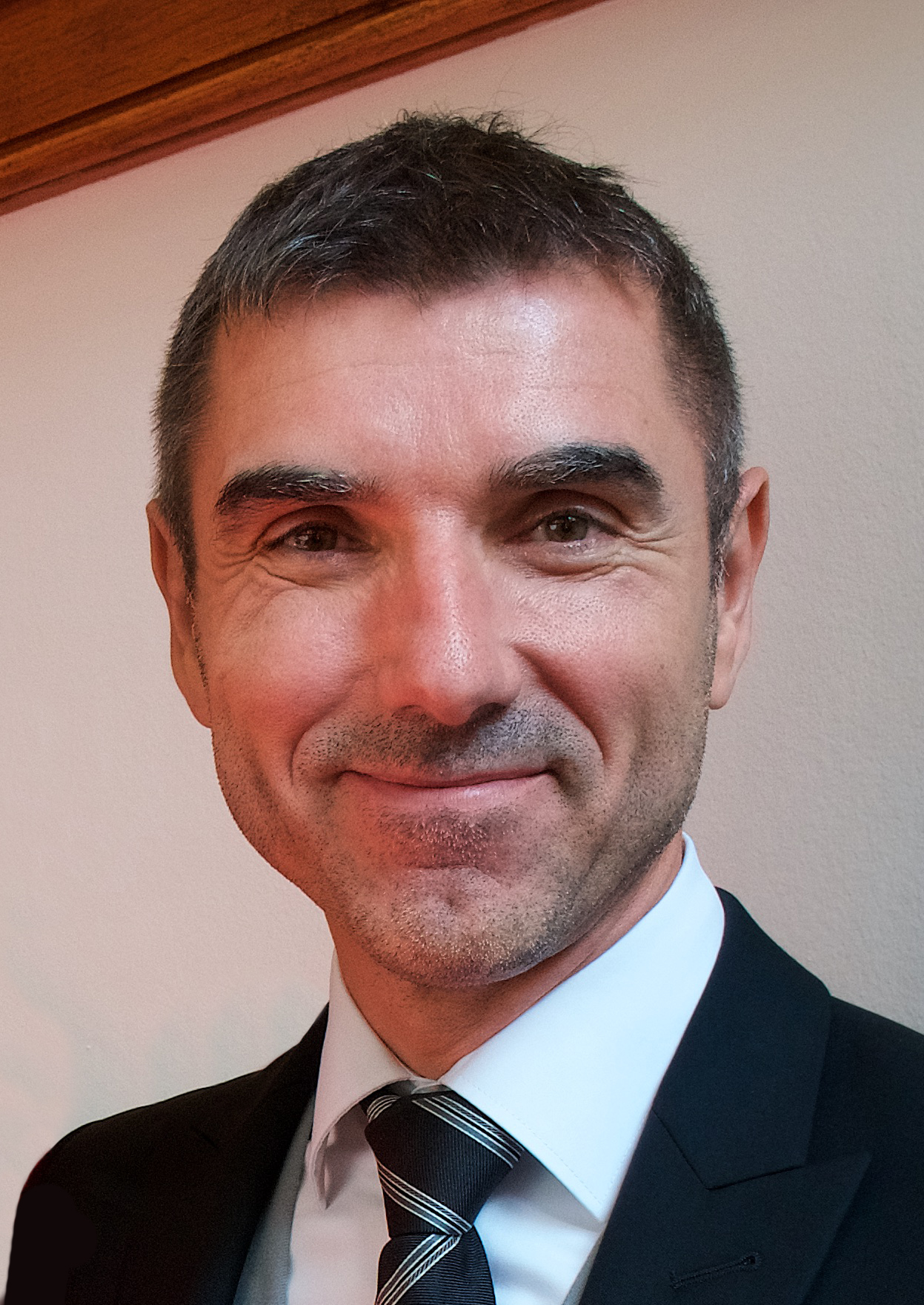
Paul Blokhuis (2018)

Paulus (Paul) Blokhuis (* 14. November 1963 in Zuidhoorn, Rijswijk) ist ein niederländischer Politiker der ChristenUnie. Von Oktober 2017 bis Januar 2022 war er Staatssekretär für Gesundheit, Gemeinwohl und Sport im Kabinett Rutte III.

## Laufbahn
Blokhuis absolvierte 1992 ein Studium der Geschichte an der Universität Leiden.
Von 1990 bis 2006 war Blokhuis Referent in der Zweite-Kammer-Fraktion der Reformatorische Politieke Federatie bzw. der ChristenUnie. Blokhuis war für die ChristenUnie von 2003 bis 2006 Mitglied des Parlaments der Provinz Gelderland. Von 2006 bis 2017 war er mit einer kurzen Unterbrechung Dezernent in Apeldoorn; in dieser Funktion war er für die Ressorts Gemeinwohl, Gesundheit, Hilfe zur gesellschaftlichen Teilhabe, ehrenamtliche Mitarbeit, Jugendhilfe und Jugendschutz verantwortlich.
Am 26. Oktober 2017 wurde Blokhuis zum Staatssekretär für Gesundheit, Gemeinwohl und Sport im dritten Kabinett Rutte ernannt.

## Privates
Blokhuis ist verheiratet und hat vier Kinder.